# Arp-Madore 1
Pour les articles homonymes, voir Madore.
Arp-Madore 1 est un amas globulaire situé environ 118 kpc (∼385 000 al) de la Terre dans la constellation de l'Horloge. Il est l'un des amas globulaires connus les plus lointains du halo galactique de la Voie lactée,.
Il a été nommé en l'honneur d'Halton Arp et de Barry F. Madore, qui l'ont identifié comme étant un amas globulaire distant en 1979 à l'aide du UK Schmidt Telescope.